# Спрінгс (Нью-Йорк)
Спрінгс (англ. Springs) — переписна місцевість (CDP) в США, в окрузі Саффолк штату Нью-Йорк. Населення — 8086 осіб (2020).

## Географія
Спрінгс розташований за координатами 41°1′26″ пн. ш. 72°9′58″ зх. д. / 41.02389° пн. ш. 72.16611° зх. д. (41.024024, -72.166090).  За даними Бюро перепису населення США в 2010 році переписна місцевість мала площу 23,92 км², з яких 21,96 км² — суходіл та 1,96 км² — водойми.

## Демографія
Згідно з переписом 2010 року, у переписній місцевості мешкали 6592 особи в 2318 домогосподарствах у складі 1500 родин. Густота населення становила 276 осіб/км².  Було 4340 помешкань (181/км²).
Расовий склад населення:
| - 83,3 % — білих - 1,7 % — чорних або афроамериканців - 1,5 % — азіатів - 0,7 % — корінних американців - 11,3 % — осіб інших рас |

До двох чи більше рас належало 1,5 %. Частка іспаномовних становила 36,6 % від усіх жителів.
За віковим діапазоном населення розподілялося таким чином: 21,8 % — особи молодші 18 років, 65,9 % — особи у віці 18—64 років, 12,3 % — особи у віці 65 років та старші. Медіана віку мешканця становила 38,5 року. На 100 осіб жіночої статі у переписній місцевості припадало 108,5 чоловіків;  на 100 жінок у віці від 18 років та старших — 110,7 чоловіків також старших 18 років.
Середній дохід на одне домашнє господарство  становив 128 083 долари США (медіана — 83 949), а середній дохід на одну сім'ю — 146 230 доларів (медіана — 97 533). За межею бідності перебувало 8,1 % осіб, у тому числі 19,2 % дітей у віці до 18 років та 2,3 % осіб у віці 65 років та старших.
Цивільне працевлаштоване населення становило 2989 осіб. Основні галузі зайнятості: науковці, спеціалісти, менеджери — 22,6 %, освіта, охорона здоров'я та соціальна допомога — 16,5 %, будівництво — 15,4 %.